# 에릭 다비스
에릭 다비스(Eric Javier Davis Grajales, 1991년 3월 31일 ~ )는 파나마의 축구 선수로 포지션은 레프트백이다. 현재 코시체에서 활약하고 있다.

## 클럽 경력

### 아라베 우니도
2009년 다비스는 리가 파나메냐의 CD 아라베 우니도와 계약을 체결했다.

### 페닉스
2011년 중반 다비스는 우루과이 클럽 CA 페닉스로 이적했다. 2012년 5월 12일 다비스는 CA 세리토와의 경기에서 10분을 뛰며 데뷔했다.

### 두나이스카스트레다
2015년 9월 다비스는 FC DAC 1904 두나이스카스트레다로 이적했다.